# Gaewolf

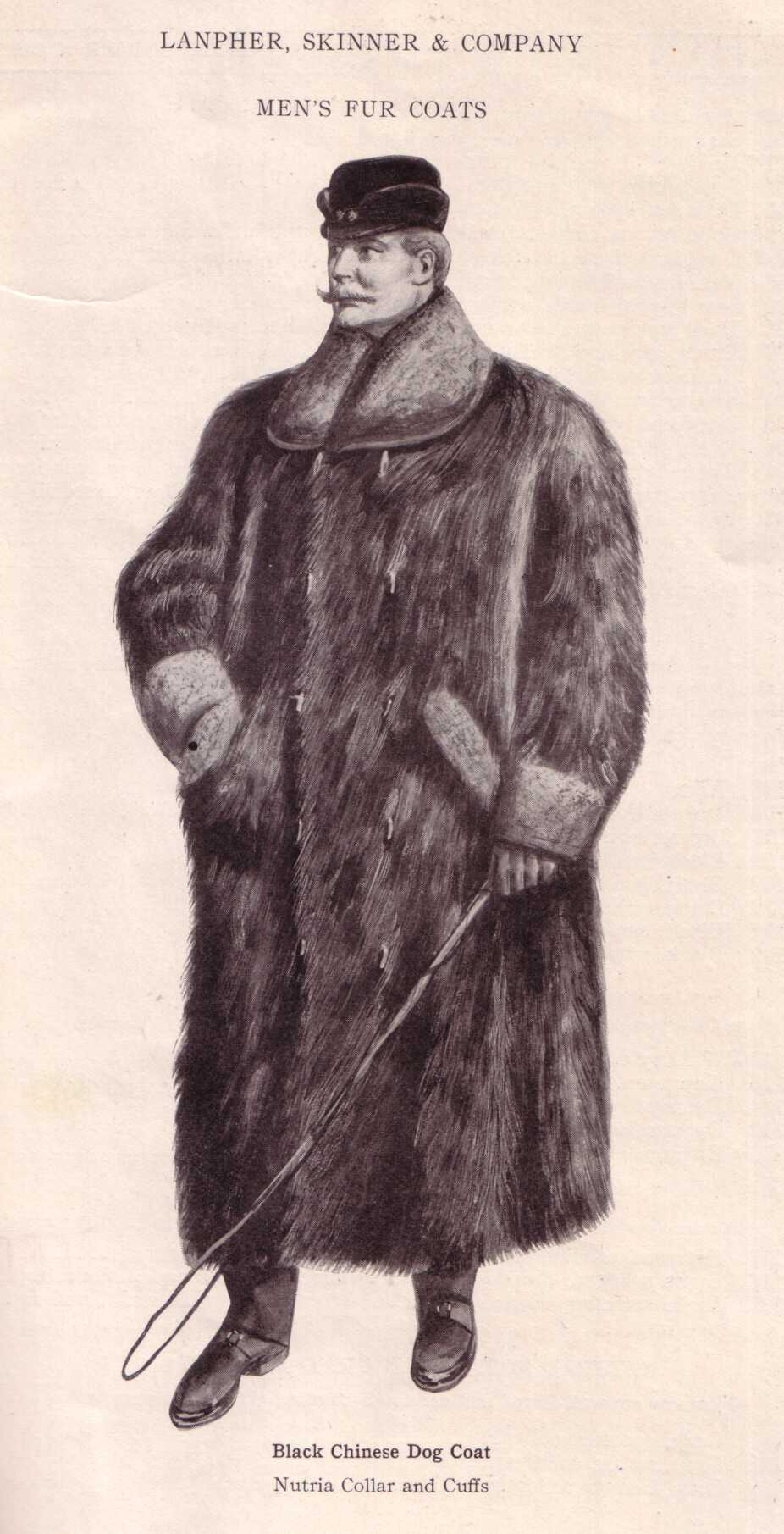
Herrenmantel aus schwarzen chinesischen Hundefellen mit Nutriafellkragen und -Manschetten
(USA, 1906)

Gaewolf ist eine Bezeichnung für Hundefell als Material für Bekleidung – zum Beispiel als Pelzmantel, Kragenbesatz oder Fellfutter. Gae ist die koreanische Bezeichnung für Hund.
Um das Wort Hund zu vermeiden, kamen die meist aus China, der Mongolei oder aus Korea stammenden Felle noch unter weiteren Namen in den Handel, z. B. Wolf von Asien, Asiatischer Waschbär (eindeutige Falschauszeichnung), Pommernwolf, Sobaki,  Dogskin oder Dogue de Chine.
Seit dem 31. Dezember 2008 dürfen Hundefelle sowie Produkte, die solche Felle enthalten, in der Europäischen Union weder in Verkehr gebracht noch in die Gemeinschaft ein- oder aus ihr ausgeführt werden; Ausnahmen können im Einzelfall erlaubt werden. Die Durchführung regelt in Deutschland das Tiererzeugnisse-Handels-Verbotsgesetz mit Eingriffsbefugnissen für Polizeibehörden und Bußgeldandrohungen.
- Siehe auch Hundefell